# Kaptenstjärnen
Kaptenstjärnen är en sjö i Ljusdals kommun i Hälsingland och ingår i Delångersåns huvudavrinningsområde. Sjön har en area på 0,0824 kvadratkilometer och ligger 306,1 meter över havet.

## Delavrinningsområde
Kaptenstjärnen ingår i det delavrinningsområde (689390-151267) som SMHI kallar för Mynnar i Skånsjön. Medelhöjden är 315 meter över havet och ytan är 1,85 kvadratkilometer. Det finns inga avrinningsområden uppströms utan avrinningsområdet är högsta punkten. Vattendraget som avvattnar avrinningsområdet har biflödesordning 2, vilket innebär att vattnet flödar genom totalt 2 vattendrag innan det når havet efter 114 kilometer. Avrinningsområdet består mestadels av skog (86 procent). Avrinningsområdet har 0,08 kvadratkilometer vattenytor vilket ger det en sjöprocent på 4,5 procent.